# گرانادا (متا)
گرانادا (متا) (به اسپانیایی: Granada, Meta) یک سکونتگاه مسکونی در کلمبیا است که در بخش متا واقع شده‌است.

## خصوصیات
گرانادا ۳۵۰ کیلومترمربع مساحت و ۴۸٬۲۰۵ نفر جمعیت دارد و ۳۷۲ متر بالاتر از سطح دریا واقع شده‌است.